# Moulin de la Galette (Picasso)
Il Moulin de la Galette è un dipinto a olio su tela (88,2x115 cm) realizzato nel 1900 da Pablo Picasso, e conservato nel Guggenheim Museum di New York.

## Storia e descrizione
Nel settembre del 1900 il diciottenne Pablo Picasso giunse a Parigi con l'amico Carlos Casagemas in occasione dell'Esposizione Universale. Picasso conosceva già sicuramente i lavori degli impressionisti e postimpressionisti attraverso le stampe e le riviste che circolavano a Barcellona, in particolare nei ritrovi degli artisti come Els Quatre Gats. Vedere i café-chantants che avevano ispirato dal vero quegli artisti dovette suscitare nel giovane Picasso un entusiasmo che si tradusse nel voler immortalarli in una propria visione personale.
In particolare Picasso colse e amplificò, ispirato da Degas, Manet e Toulouse-Lautrec, il senso di grottesco emanato da tali luoghi, realizzando un'opera dai forti contrasti cromatici, in cui i volti appaiono più aspramente caratterizzati, a un passo dalla caricatura esplicita. 
Il soggetto dell'opera è una scena notturna nel celebre locale parigino Moulin de la Galette, affollato di gente che balla, nella fascia mediana, o che si riposa ai tavoli, nell'angolo inferiore sinistro. Seguendo i dettami impressionisti, Picasso dipinge le persone non con una precisione minuziosa, ma come se fossero grandi macchie di colore in movimento, sotto una girandola di luci artificiali che paiono fluttuanti. La tendenza alla deformazione delle immagini è evidente nel colore arbitrario, acceso e contrastante quanto mai prima nelle opere del giovane artista catalano. La pennellata è sfibrata e sinuosa, con sapienti tocchi chiari dove la luce batte, e con una già navigata padronanza del senso del movimento, per cui le figure più veloci appaiono più sfocate, proprio come in un'istantanea fotografica. 
Spiccano quattro gruppi di personaggi: i ballerini al centro, in una girandola vorticosa; la coppia con figura androgina di profilo a destra, pallida e allungata come una maschera; poi i tre uomini con cappello a cilindro su una pedana a sinistra, che sembrano perlustrare la folla in cerca di una compagna; infine il terzetto di donne al tavolino bianco, due delle quali si baciano e sembrano appena uscite da un dipinto di Toulouse-Lautrec, mentre la terza poggia il gomito sul braccio e col volto definito con cura. Quest'ultima figura ammicca e sorride sfuggendo con civetteria allo sguardo diretto con lo spettatore: è Germaine Gargallo, modella conosciuta nello studio parigino del pittore barcellonese Isidre Nonell, per l'amore non corrisposto della quale si suiciderà Carlos Casagemas poco dopo il rientro di Picasso in Spagna.

## Domanda di restituzione
Nel 2007 gli eredi del banchiere berlinese Paul von Mendelssohn-Bartholdy hanno chiesto al Guggenheim la restituzione di "Le Moulin de la Galette".  Allo stesso tempo, la famiglia ha avanzato una richiesta di risarcimento nei confronti del Museo d'Arte Moderna di New York (MoMa) per il Ragazzo che conduce un cavallo di Picasso.  In risposta, entrambi i musei hanno intentato una causa contro gli eredi, nel dicembre 2007, presso la Corte del Distretto Sud di New York, chiedendo al tribunale di confermare la proprietà delle opere da parte dei musei, nel caso Guggenheim Foundation v. Schoeps.
Il caso è stato ampiamente commentato dalla stampa americana e internazionale  Il caso è generalmente noto come Schoeps v. Museum of Modern Art and the R. Guggenheim Foundation. Julius H. Schoeps era il portavoce degli eredi Mendelssohn.
Il tribunale respinse l'istanza del museo e decise che il caso poteva procedere al processo. Tuttavia, prima che il processo potesse iniziare, il Guggenheim concordò un accordo, i cui dettagli rimasero segreti. La riservatezza dell'accordo fu criticata dal giudice Rakoff.